# Charles D. Coffin
Pour les articles homonymes, voir Coffin.
Charles D. Coffin (Newburyport, 9 septembre 1804 - Cincinnati, 28 février 1880) est un homme politique américain.